# HL Klemove
HL Klemove는 자동차 센서 계열사 만도헬라일렉트로닉스(MHE)와 앞서 만도에서 분사한 자율주행(ADAS) 계열사 만도모빌리티솔루션즈(MMS)가 합병해 탄생한 회사다.

## 회사
HL Klemove는 만도에서 물적분할된 자율주행 사업부과 만도의 관계 회사 만도 헬라일렉트로닉스가 합쳐진 자율주행 및 모빌리티 전문기업(만도 지분 100%)이다. HL Klemove가 자율주행의 인지와 판단 부분을 담당, 만도가 구동부품을 담당한다. 이를 위해 HL Klemove는 센서와 제어, S/W 알고리즘을 업그레이드할 계획이다. 자율주행 제품 다각화(물량확대)와 고도화(단가상승)를 통해 HL Klemove 매출을 늘릴 계획이며, 목표는 2021년 1.2조원, 2026년 2.4조원, 2030년 4조원이다.

## 제품
HL Klemove는 완전자율주행 대중화를 목표로 하고 있다. 2,000건 이상의 자율주행 기술 특허를 바탕으로 2025년까지 라이다, 4차원(4D) 이미징 레이더, 고해상도 카메라, 실내 승객 감지센서, 고성능 자율주행 통합 제어기 등 완전자율주행 핵심 제품을 상용화한다는 계획이다. 앞서 비고정형 라이다 특허를 확보하고 선행 개발을 완료했으며 가격, 패키지, 내구성 측면에서 경쟁력 있는 고해상도 고정형 라이다 개발에도 착수해 2025년 상용화할 방침이다. 주변 환경을 정밀하게 인지할 수 있는 첨단 고해상도 센서인 4D 이미징 레이더는 2024년까지 개발한다는 계획이다.

## 연혁
- 1962년 한라그룹의 전신,현대양행 창립
- 1964년 안양공장 신축
- 1979년 자동차부품 연 15만대 생산규모로 증설
- 1980년만도기계(주)로 상호 변경
- 1999년 ㈜만도 신회사 출범
- 2008년 만도-독일헬라 합작 만도헬라 일렉트로닉스 설립
- 2009년 MHE 한국 공장 설립 (인천 송도)
- 2011년 MHE 중국 공장 설립
- 2012년 24 GHz Radar mass-production 국내 최초 양산
- 2013년 Front Camera mass-production 국내 최초 양산
- 2014년 77 GHz Radar 국내 최초 양산
- 2015년 MHE 인도 공장 설립
- 2019년 자율주행 Level 4 시험 운행 성공
- 2021년 (주) 만도 자율주행 사업부 만도 모빌리티솔루션즈 (MMS)로 분사, 만도헬라일렉트로닉스가 HL Klemove로 사명변경(2021.12)

## 참고 문헌
- HL Klemove 홈페이지-https://www.hlklemove.com/main.do